# Ивичест дървесен анолис
Ивичестите дървесни анолиси (Anolis transversalis) са вид дребни влечуги от семейство Dactyloidae.
Разпространени са в екваториалните гори на западна Амазония. Обикновено живеят в горните етажи на горите – в короните на големи дървета, като се хранят главно с бръмбари.